# Écologie des insectes
L'écologie des insectes est la science qui s'intéresse aux relations entre les insectes, leur environnement et des divers écosystèmes qui le constituent. Elle étudie les réseaux trophiques des écosystèmes aquatiques (eau vive, eau stagnante, zones humides, zone littorale, domaine océanique…) et terrestres (prairies, forêts, landes, cultures, zones urbanisées). Elle étudie également d'autres réseaux d'interactions. 

## Réseaux trophiques
Les communautés écologiques d'insectes structurant les réseaux trophiques sont de diverses natures : herbivores, carnivores, décomposeurs, parasites.

### Insectes herbivores

Multiples sorties des eaux au sein de plusieurs groupes d'organismes vivants.

Chronologie de l'évolution des plantes et des types d'herbivorie.

Les relations communes entre les insectes et les plantes sont le résultat d'une longue évolution commune. Les insectes qui  sont probablement des Crustacés adaptés à la vie terrestre, sont apparus au dévonien (430 Ma) alors que la végétation avait déjà conquis le milieu terrestre. Les formes ancestrales étaient des insectes aptères qui vivaient probablement, comme la plupart de leurs descendants actuels, dans la litière du sol ou à la surface des eaux douces. Dès le Carbonifère (350 Ma), ils adoptent un régime phytophage (consommation de fougères arborescentes géantes, de prêles, de lycophytes et de gymnospermes) qui exerce des pressions sur les plantes, conduisant à la diversification des différentes lignées végétales.
Cette longue association entre ces arthropodes terrestres et les plantes explique que la moitié des insectes sont herbivores. Pourtant, le régime phytophage chez eux est peu répandu : sur les 28 ordres d'insectes, seulement 9 d'entre eux ont évolué vers la phytophagie partielle ou complète. Ce type de régime implique en effet différentes adaptations à plusieurs niveaux pour répondre à des contraintes : facteurs écologiques, telle que la compétition interspécifique ou la qualité nutritionnelle de la plante hôte ; contraintes anatomiques (la spécialisation apparaît comme limitée par les capacités neurologiques d'apprentissage, de reconnaissance de l'hôte) ; contraintes physiologiques (incapacité de développer des défenses contre toute la gamme de substances allélochimiques répulsives produites par les plantes) ; contraintes phylogénétiques, tel que le conservatisme de niche ; et surtout, un faible niveau de variation phylétique qui limite l'adaptation.

## Autres réseaux d'interactions
Les autres relations interspécifiques ou intraspécifiques sont des interactions qui peuvent être classées en fonction du degré d’association des organismes impliqués, de la durée de ces interactions et de leur caractère bénéfique (ou non) pour l’un et l’autre des partenaires. Toutes les situations intermédiaires existent, formant un véritable continuum entre parasitoïsme, parasitisme, commensalisme et mutualisme. 

## Écologie des insectes forestiers
Les insectes forestiers sont nombreux au sein de cet écosystème et possèdent différents comportements alimentaires. Certains sont détriticoles, c'est-à-dire qu'ils se nourrissent de détritus, d'autres sont zoophages (carnivores), ils se nourrissent d'animaux. Les carabes par exemple se nourrissent de mollusques (limaces, escargots), d'insectes (pucerons, larves de taupin, etc.). D'autres encore peuvent être herbivores ou phytophages et se nourrir à partir de végétaux. Certains sont saprophages et se nourrissent de la matière en décomposition comme les larves de diptères : la mouche de la Saint Marc (Bibio marci). Les insectes forestiers peuvent être rhizophages, ils se nourrissent des racines. Les larves des charançons du fraisier au Canada peuvent causer des blessures sérieuses aux racines des conifères.

### Insectes phytophages
Parmi les insectes défoliateurs, se trouvent :
- les brouteurs (tordeuse des bourgeons de l’épinette) ;
- les mineuses (petite mineuse du bouleau) ;
- les squeletteurs (squeletteuse du bouleau).

Parmi les suceurs de sève, se trouvent :
- des insectes qui s'attaquent aux feuilles (cochenille des aiguilles du pin) ;
- des insectes qui s'attaquent aux pousses (aphrophore de l’épinette) ;
- des insectes qui s'attaquent au tronc (cochenille du hêtre) ;
- des insectes qui s'attaquent aux racines (cigale).

Il existe également :
- Insectes des méristèmes
- Insectes corticoles
- Insectes corticoles et xylophages
- Insectes xylophages typiques

### Influence du changement climatique sur les insectes forestiers
Les insectes réagissent de diverses manières aux changements climatiques.
En effet, le changement climatique affecte indirectement les forêts en modifiant l'activité et le comportement des insectes phytophages et est responsable de l'expansion vers le nord et vers le sud de plusieurs espèces d'insectes des forêts tempérées. Une des conséquences du changement climatique est l'augmentation du taux de CO2 atmosphérique. Cela peut engendrer une augmentation du rapport C/N au niveau tissulaire chez les plantes ce qui diminue la qualité de la nourriture consommée par les défoliateurs. Afin de répondre à ce problème, certains insectes en consommant plus de feuilles, causent plus de dommage aux arbres tandis que d'autres d'insectes montrent un plus grand signe de mortalité.

### Partage des ressources
Les insectes forestiers sont intimement liés à la végétation : des siècles d'évolution et de coadaptation ont amené à une extrême spécialisation des insectes et à une défense complexe des végétaux. Si les insectes forestiers venaient à se trouver privés de leur habitat, la grande majorité ne pourraient survivre, tandis que la forêt ne pourraient se régénérer.
Cette spécialisation des insectes, adaptation à une ressource alimentaire ciblée, est nécessaire vu leur importance en biomasse : s'ils utilisaient tous la même ressource, la compétition serait telle que la flore, et donc la faune par la suite, n'y survivrait pas.
Cette spécialisation est poussée au point que certains insectes sont monophages (ils n'utilisent qu'une seule espèce d'arbre, voire un seul arbre : les dèmes) et ne se nourrissent que d'une partie précise du végétal : feuilles, sève, racines...
Chaque espèce ou partie a en effet des propriétés nutritives différentes, plus ou moins intéressante pour chaque type d'insecte (c'est d'ailleurs la composition chimique qui permet à l'insecte de repérer sa nourriture grâce à un phénomène olfactif qui attire ou repousse) : le peuplier tremble (Populus tremula), par exemple, comporte du sodium concentré à 2,9 ppm environ, ce qui est nettement inférieur au taux habituel des autres espèces d'arbre. Un insecte est inféodé au Peuplier tremble : Gluphisia septentrionalis. Celui-ci, en ne se nourrissant que de tremble, manque donc de sodium : il compense alors ce manque par une digestion et un comportement spécifique qui le démarquent des autres insectes.
Mais si Gluphisia septentrionalis s'est attaqué au tremble, c'est parce que celui-ci n'était que peu utilisé par le reste de la faune en raison de son manque de sodium, au contraire d'autres arbres où la compétition est forte et où il ne pouvait survivre.
Le phénomène de compétition est très présent malgré ce que pourrait laisser croire l'abondance des ressources : 
- quelques défoliateurs massifs, en période de prolifération provoquée par la disparition d'un prédateur ou par des conditions climatiques optimales, peuvent détruire une forêt entière en une saison. Ce fut le cas au Canada avec la Tordeuse des bourgeons de l'épinette (Archips fumiferana) ;
- l'utilisation d'une même ressource rare ou difficile d'accès comme la sève élaborée crée la compétition ;
- enfin, il y a un phénomène de compétition indirecte entre les insectes mangeurs de racines qui privent ceux qui mangent le reste de l'arbre, et les insectes à période d'apparition différente (les premiers arrivés laissant moins de nourriture aux suivants).

La compétition se traduit par une baisse de fertilité des femelles privées et donc par une baisse de densité de la population atteinte. Il y a donc autorégulation.
C'est par de tels phénomènes qu'existe l'extrême diversité des insectes, en parallèle avec les spécialisations destinées à contrer les défenses que les végétaux créent (valeur alimentaire faible, caractéristiques morphologiques ou anatomiques (liège, lignine...), produits répulsifs ou toxiques (tannin...) en réponse à une attaque déjà présente.

#### Phyllophages
Les phyllophages ou défoliateurs (qui se nourrissent de feuilles) forment une guilde importante de l'écosystème forestier. Il existe de nombreuses espèces à faible nombre d'individus (les Lépidoptères étant les plus présents, suivis par les Eriocrairides, les Stigmellides...), dont quelques-uns peuvent toutefois pulluler et causer des dégâts importants.
Les défoliateurs sont en effet des ravageurs primaires : ils attaquent les arbres sains et vigoureux, préparant le chemin aux ravageurs secondaires qui profitent de leur faiblesse et achèvent l'arbre.
Ils sont souvent monophages et attaquent un organe particulier (feuilles, bourgeons, jeunes pousses...) qui doit être plus ou moins âgé, souple ou bien positionné dans l'arbre.
Quelques espèces monophages peuvent toutefois changer de nourriture lorsque leur préféré disparait mais l'arbre pris pour cible survit rarement car il n'a pas créé de défenses spécifiques à cette nouvelle menace, contrairement à l'ancien qui a évolué en conséquence.
Les chenilles processionnaires (Thaumetopoea pityocampa...) sont l'exemple le plus connu des promeneurs. Insectes grégaires et arboricoles, elles construisent des nids de soie collectifs, plus ou moins ovales et dépassant un diamètre d'une quinzaine de centimètres. Ces nids servent de refuge contre la température et les prédateurs et de lieu de mue. 
Ces chenilles perdent leur sens grégaire à l'état d'imago (stade terminal, adulte).
D'autres défoliateurs comme les Hyménoptères (Tenthrèdes), Coléoptères et Diptères sont connus des forestiers pour les dégâts qu'ils peuvent causer.

#### Faune des épiphytes
Les arbres sont couverts d'algues microscopiques, de lichens épiphytiques et de mousses largement utilisés par les insectes puisque 20 % des phytophages s'en nourrissent : en effet, la productivité de ces chlorophylliens égale celle des plantes herbacées. Il s'agit donc d'une source importante de nourriture.
Le type d'épiphyte dépend des conditions abiotiques et biotiques de l'arbre hôte. Certains arbres s'en défendent en desquamant leurs écorces ou en produisant des molécules les repoussant. D'autres les accueillent plus volontiers. Parfois les branches vivantes porteront plutôt des algues (Pleurococcus), là où les branches mortes se couvriront de lichens (Lecanora). En zone tropicale plusieurs couches d'épiphytes différent peuvent pousser les unes sur les autres.
L'espèce porteuse joue bien sûr aussi un rôle : les mélèzes par exemple sont en Europe montagneuse les arbres dont les épiphytes sont les plus nombreux.
Les Psocoptères, dotés d'une pièce buccale adaptée, sont les plus abondants : plus de 4000 par mètre carré ont été retrouvés sur une écorce de mélèze.
Cette guilde est toutefois menacée en raison de la pollution atmosphérique qui tend à détruire leur source de nourriture.

#### Suceurs de sève
Les insectes se nourrissant de sève y parviennent grâce à une pièce buccale adaptée, en forme de rostre, qui leur permet de pénétrer l'épiderme de la feuille ou l'écorce du tronc.
Différentes familles se partagent cette ressource : Homéoptères (pucerons, cochenilles...), Hétéroptères (peu nombreux), Thysanoptères (et principalement Taeniothrips laricivorus dont la piqûre détruit les bourgeons terminaux et entraine le départ en végétation des bourgeons inférieurs chez le mélèze)...
Leur salive est parfois toxique, ce qui abime les feuilles par nécrose de la périphérie jusqu'à la nervure médiane. Les autres insectes se voient donc privés de cette ressource, ce qui réduit la compétition et autorégule les populations qui n'ont sinon que peu de prédateurs.
Les piqûres créent des exsudats de résine que les insectes utilisent (ces excrétions sont plus ou moins fortes selon la santé de l'arbre et constituent une de ses défenses contre les micro-organismes et autres insectes lorsque son milieu intérieur, plus fragile, est à découvert).
Les tissus situés sous la piqûre sont alors inhibés, ne se développent plus, tandis que les cellules atteintes s'hyperplasient.
Toutefois, une attaque modérée peut au contraire stimuler les défenses de l'arbre et améliorer son taux de croissance.
Quelques rares espèces ne vivent que dans les écoulements longue durée de sève, dus à des blessures profondes le plus souvent provoquées par l'Homme, et parfois par le froid.

#### Insectes desfleurs,fruitsetgraines
Il s'agit d'une ressource importante, une forêt de mélèze pouvant produire jusqu'à deux tonnes de cônes (poids sec) par hectare.
Ces produits sont partagés entre différents oiseaux, rongeurs et insectes (Lépidoptères, Coléoptères...) et sont intéressants au niveau nutritif car très différents de la composition de l'arbre même. Ils constituent donc un aliment de choix pour quelques espèces.
Toutefois, c'est une ressource instable car la productivité dépend beaucoup des conditions biotiques et abiotiques que subit la forêt : certaines années difficiles ne produisent pour ainsi dire pas de graines, ce qui pourrait provoquer la disparition des espèces qui en sont dépendantes. 
Pour survivre, certains insectes ont donc du s'adapter grâce à un phénomène de diapause prolongée pouvant parfois durer jusqu'à sept années consécutives, en attendant de meilleures conditions climatiques.
C'est un phénomène qui n'existe que chez les insectes totalement dépendants, dont la durée de diapause est programmée génétiquement mais variable (une simulation par ordinateur montrant que lorsque ce n'est pas le cas l'espèce disparait en moins de cent générations car n'est pas en phase avec le climat et donc la quantité de nourriture produite).
La longueur de l'ovipositeur des femelles constitue une autre adaptation à ce mode de vie : les larves doivent en effet naître dans un fruit pour pouvoir se développer. Pour y amener les œufs, la mère doit pouvoir percer la protection : l'ovipositeur est donc plus ou moins long selon le fruit ou la graine cible.
Les fruits et notamment les cônes des résineux constituent un microclimat particulier grâce à leur structure (mérotope), microclimat que les insectes utilisent (ils constituent alors la mérocénose). Ces insectes sont relativement autonomes mais incapables d'une régulation propre et placés sous contrôle l'arbre.
Une prolifération excessive de ces insectes nuit évidemment à la régénération de la forêt : Andricus quercuscalicis peut ravager jusqu'à 80 % des fleurs du chêne, tandis que chez les conifères les cônes réagissent à l'attaque en produisant de la résinne qui colle les bractées entre elles et l'empêche donc de s'ouvrir au printemps pour disséminer ses graines.

#### Insectes xylophages
Le bois est l'élément le plus abondant de la forêt, il constitue une énorme réserve de matière organique et d'éléments minéraux. 
Mais proportionnellement, le bois est aussi la matière la plus pauvre en éléments nutritifs : pour en avoir la même quantité qu'un fruit ou une feuille, il faut en ingérer une bien plus grande quantité que celle qui serait sinon nécessaire.
De plus, sa composition chimique et sa structure en font un aliment très dur à digérer : le bois est constitué de trois éléments principaux et de substances chimiques, diverses selon les espèces ou les organes (les insectes ont ensuite leurs préférences) :
- la cellulose est indigeste : seuls quelques champignons, bactéries et de rares insectes parviennent à la digérer. La cellulose pure ne peut être réduite que par la collaboration de trois enzymes hydrolases : enzyme C1, Cx et cellobiase. L'absence de l'une d'entre elles empêche la digestion. Il existe donc peu d'insectes parvenant à l'utiliser : quelques Isoptères, Coléoptères... La cellulose hydrosoluble (carboxyméthylcellulose ou CMC) peut au contraire être décomposée par Cx seule. Coléoptères, blattes, pucerons... s'en nourrissent. La plupart des xylophages réalisent en fait une symbiose avec des bactéries, protozoaires ou champignons créant les enzymes nécessaires à la digestion (enzymes dites acquises).
- l'hémicellulose est meilleure (son hydrolysation par une enzyme, l'hémicellulase, est plus facile). La teneur en hémicellulose varie selon que l'arbre est résineux (teneur faible) ou non (teneur plus forte)
- la lignine contient des substances complexes, reliées à la cellulose et servant de protection contre les micro-organismes ne pouvant la digérer (bactéries...). Seuls les lignivores y parviennent, encore une fois grâce à un phénomène de symbiose.

Le bois est donc un ensemble de tissus pauvres, pauvreté compensée par sa biomasse importante.
Les insectes saproxylophages, qui se succèdent depuis l'arbre récemment mort jusqu'à l'arbre réduit à l'état de matière organique décomposée, sont incapables d'investir des tissus vivants et ne trouvent refuge sur un arbre vivant qu'au niveau de parties mortes (branches...) ou de cavités.
Ils sont rarement spécifiques d'une essence, contrairement aux espèces qui se développent sur les arbres vivants, mais ils sont souvent propres aux résineux ou à des familles de feuillus.
Par ailleurs, une succession d'espèces et d'assemblages accompagne la décomposition du bois, traduisant la diversité des capacités digestives des organismes : les bois morts récemment, plutôt situés à la lumière, sont ainsi colonisés par des xylophages pionniers souvent thermophiles, tandis que les bois morts décomposés, souvent à l'ombre, abritent des saproxylophages, souvent sciaphiles.
La composition du cortège saproxylique est ainsi fonction de l'exposition et de l'âge du bois mort, d'où l'importance d'abandonner durablement des arbres morts en forêt.
Parmi les espèces xylophages, on peut citer entre autres les vrillettes, les lyctus, les buprestes et les termites.

#### Détritivores
Les insectes détritivores se nourrissent de tous les déchets (excréments, cadavres, feuilles mortes...) et colonisent donc largement le sol. Ils digèrent la matière organique, ce qui la rend accessible à la microflore du sol.

#### Prédateurs et parasites
Les prédateurs sont présents à toutes les strates car ils ne sont pas liés à un habitat particulier par leur régime alimentaire, celui-ci pouvant aussi bien être composé de la faune du sol que de celle de la canopée. Ils sont toutefois plus présents sur le sol.
Leur impact est important : un imago de Coléoptère (prédateur le plus abondant, suivis des Hyménoptères, Calosoma, Carabides, Staphylinides...) peut manger entre 200 et 300 chenilles et chrysalides en 50 jours.
Les prédateurs présentent quelques adaptations, comme chez les clairons (thanasimus formicarius), cléridé sensible aux phéromones des scolytes dont il pénètre les galeries.
Les parasites et parasitoïdes (seule la larve parasite en grandissant dans le corps de son hôte, jusqu'à son complet développement où elle sort en tuant son « refuge ». L'adulte est libre et doit la plupart du temps chercher une cible pour sa progéniture, contrairement aux prédateurs) sont des Nématodes, Diptères, Hyménoptères... Ils sont souvent spécifiques à un hôte, le plus souvent un arbre car il s'agit d'une ressource stable et abondante, facile à exploiter. Mais plus qu'à une espèce particulière, c'est à son mode de vie (conditions abiotiques, habitat, comportement...) que le parasite est attaché. Il a donc la possibilité de changer d'hôte lorsque le premier est rare et que le second vit de la même façon.
Tous les insectes ne sont pas parasités, tandis que d'autres ont plus de vingt espèces « compagnes » : cela dépend encore du milieu. Les insectes racidicoles par exemple sont rarement parasités.
Les œufs sont soit déposés par la mère à l'intérieur du corps de l'hôte, soit déposés sur le corps de celui-ci et la larve doit pénétrer par elle-même, ou encore déposés sur une feuille ou une herbe qui sera ensuite ingérée.
Il y a souvent coévolution avec l'hôte, auquel correspond un cortège unique de parasites pour un stade de développement précis.

### Répartition spatiale

#### Insectes frondicoles
La canopée est rarement l'habitat de toute une vie d'insecte mais sert souvent de refuge et de lieu de nourriture facile à un stade de développement particulier : les chenilles par exemple s'y nourrissent puis se laissent tomber au sol où elles s'enterrent et nymphosent.
À l'inverse, les Curculionides adultes se nourrissent dans la canopée tandis que les larves utilisent les racines et sont donc moins exposéEs aux prédateurs.
La répartition des insectes au sein de la fronde est variable : périphérie, strate supérieure, inférieure... selon leur caractère sciaphile ou héliophile, leur capacité à résister au vent, etc.
Les modes de vie sont donc variés, illustration de la richesse spécifique importante de cette zone.
Différentes guildes sont présentes : 
- les herbivores broyeurs (Lépidoptères, Coléoptères, Tenthrèdes ...) consomment les feuilles depuis l'extérieur ;
- les herbivores mineurs (Lépidoptères, Coléoptères...) les utilisent au contraire depuis l'intérieur ;
- les gallicoles (acariens, Diptères, Hyménoptères cynipides...) ;
- les herbivores suceurs de sève (Homoptères...) ;
- les insectes utilisant les végétaux épiphytes (Psocoptères...) ;
- les détritivores (variés : blattes, psoques...) ;
- les prédateurs (nombreux : Coléoptères...) ;
- les parasitoïdes (Diptères, Hyménoptères...) ;
- et les fourmis (Hyménoptères) omnivores, accompagnées des "touristes" qui se logent dans la canopée sans s'y nourrir

L'importance de ces différentes guildes dépend bien sûr du type de forêt. De façon générale, 10 à 15 espèces abondent en représentant 90 % du nombre total d'insectes.

#### Troncs et écorce
L'écorce présente des microclimats et donc des microhabitats particuliers, variant selon sa structure : une écorce lisse et mince comme celle du bouleau, par exemple, accueille principalement des insectes thermophiles.
La faune des épiphytes mais surtout les prédateurs (Collemboles, acariens, Psocoptères, Coléoptères, Diptères...) sont très présents car les troncs sont l'unique passage entre le sol et la canopée : toute espèce devant y passer lors de son développement se retrouve donc devant un prédateur : ainsi, 57 % des araignées vivent uniquement sur les troncs.
Ceux-ci, en plus d'être un boulevard entre deux zones importantes, sont également le lieu de ponte privilégié de certains insectes, ainsi que site d'accouplement, de développement larvaire, de repos, d'hivernage...
Les nouveaux troncs ne sont pas colonisés depuis le sol mais par le vent, qui transporte les larves.

#### Insectes cavernicoles
Milieu en disparition à cause d'une gestion sylvicole qui cherche des troncs rectilignes, les cavités sont importantes et logent des espèces rares, à l'existence éphémère et aux habitats dispersés.
Les cavités remplies d'eau (dentrotelmes), présentes au niveau des embranchements des arbres à bois dur et compact, sont utilisées par les Diptères qui peuvent être de trois types : inféodés, attirés ou piégés. Ces insectes sont spécialisés à ce milieu pauvre et à l'eau alcaline présentant des acides humiques et du sel de potassium.
Plus la cavité s'assèche, plus elle est colonisée par les insectes hygrophiles du sol.
Les cavités sèches à terreau sont issues de la décomposition du bois par des champignons comme Polyporus sulfureus. Il s'agit d'un milieu caractéristique, à bois dégradé et mull, au taux d'azote élevé et à faible teneur en carbone.
Le microclimat varie selon la position de la cavité dans la forêt et dans l'arbre mais reste humide et attire donc une faune hygrophile.

#### Sol
Milieu d'une importance capitale, le sol attire des insectes qui ne le sont pas moins car ils en sont les acteurs principaux.
Le sol est en effet le lieu où tombe toute la matière organique qui sera dégradée en matière minérale, élément essentiel à la croissance des végétaux.
Les populations d'insectes varient selon le type d'humus, lui-même lié entre autres à la végétation : 
- le mull, issus des feuillus, est décomposé rapidement et la litière est mince. La nourriture, facile à digérer, attire donc une grande diversité d'insectes ;
- le mor, issus des résineux, se décompose lentement, la litière est épaisse et les insectes moins abondants.
- Les collemboles sont les plus nombreux (jusqu'à 20 000 par m2 dans une forêt d'épicéa). Ils se nourrissent de bois mort, débris végétaux, pollen, algues et humus.

Leur rôle dans la fragmentation mécanique de la litière est important.
- les Diptères sont phyto ou saprophages et mélangent activement la litière à la matière minérale du sol (action mécanique et chimique).
- les Coléoptères sont surtout des prédateurs : Carabides, Staphylinides et Elatérides.
- les Hyménoptères sont surtout représentés par les fourmis, omnivores ayant un grand rôle dans la régulation des populations d'autres insectes.
- les Orthoptéroïdes, enfin, sont peu nombreux car gênés par la litière dans leurs déplacements.

### Rôle et impact des insectes forestiers
- En creusant, ils créent des zones de refuge dans le bois et le sol servant d'habitat à une faune et une flore variée, parfois rare.
- Ils sont source de nourriture et assurent donc l'existence de nombreuses espèces animales (rongeurs, oiseaux, singes... et humains).
- Les insectes prédateurs sont limitateurs d'indésirables et régulent les populations, empêchant donc la prolifération d'espèces qui seraient nuisibles en prenant trop d'importance.

Les fourmis en sont le meilleur exemple en mangeant plus de 70 000 tonnes d'insectes par an.
- Les pollinisateurs aident à la dissémination et à la régénération de la forêt en transportant le pollen des fleurs qu'ils butinent.

Les insectes des fruits et graines, au contraire, freinent cette régénération.
- Les défoliateurs aident à la propagation de maladies et de ravageurs secondaires en affaiblissant les arbres, pouvant ainsi détruire des parcelles entières de forêt. Ces zones créent alors une diversité dans l'écosystème, permettant à de nouvelles espèces de s'implanter. La forêt est alors plus diverse, renouvelée, rajeunie, souvent en meilleure santé et à plus forte croissance que la précédente car le sol est fortement enrichi par la matière organique décomposée, issue de la mort des arbres précédents.

Ils jouent donc sur la dynamique de végétation, modifient l'intensité de la compétition entre végétaux (ils peuvent même éliminer une espèce, comme ce fut le cas pour le Pin cembro des Alpes, détruit par Zeiraphera diniana), influencent sur les conditions d'éclairement et donc la densité de la forêt.
Ils régulent aussi la production primaire.
- Une attaque d'insectes sur un arbre va modifier la structure du bois, stimuler ou au contraire freiner sa croissance.
- Les graines d'arbre disséminées au loin sont moins détruites par les insectes que celles qui tombent ensemble au sol, fournissant alors une nourriture abondante et facile. Cette propriété stimule donc une dispersion élevée des espèces végétales, crée une hétérogénéité des forêts et accroît sa richesse spécifique (principalement en forêt humide).
- Les décomposeurs recyclent la matière organique morte et créent le cycle de la matière nécessaire à l'existence de la forêt.